# بتیس اند تیلورز
بتیس اند تیلورز (انگلیسی: Bettys and Taylors) شرکت کافی‌شاپ‌های زنجیره‌ای بریتانیایی است، که در سال ۱۹۱۹ تأسیس شد.